# Selenia takaosana
Selenia takaosana là một loài bướm đêm trong họ Geometridae.